# Lakam
Lakam (hebrejsky: הלשכה לקשרי מדע, Liška le-Kišrej Madaj; doslova: Oddělení vědeckých styků) je izraelská výzvědná služba zaměřená na ochranu izraelského jaderného programu a na sběr tajných informací vědeckého a technického charakteru. Původní název zněl Úřad pro zvláštní úkoly.

## Založení
Lakam byl založen v roce 1957 Šimonem Peresem, tehdejším náměstkem ministra obrany Izraele. V té době totiž Izrael získal od Francie jaderný reaktor a bylo nutné zachovat tento fakt v tajnosti. Kromě toho měl Lakam také působit jako rozvědka pro průmyslovou špionáž, neboť tehdejší ředitel Mosadu I. Harel odmítal taková zadání přijímat.
O vzniku Lakamu vědělo jen několik málo lidí. Jeho informátory se stali například vědečtí přidělenci izraelských ambasád v Spojených státech a Evropě či izraelští vědci působící v zahraničí. Do působnosti Lakamu patřil i dohled na izraelský jaderný reaktor v Negevské poušti ( Dimuna) a jeho ochrana.
Začátkem šedesátých let vyslovily francouzská tajná služba SDECE a americká CIA podezření, že Izrael pracuje na vývoji jaderné zbraně. Proto Francie rázně omezila spolupráci s Izraelem na jaderném programu.

## Úspěchy
- V roce 1965 zjistila americká Komise pro jadernou energii, že ze skladu Společnosti pro jaderná paliva NUMEC v Apollu v Pensylvánii kdosi odcizil 91 kg obohaceného uranu. Následně bylo zjištěno, že tento sklad krátce před krádeží navštívil izraelský vědecký přidělenec v USA, agent Lakamu. Od tohoto okamžiku americké zpravodajské služby považovaly dohady o snahách Izraele o získání jaderné zbraně za potvrzené.
- Lakamu se podařilo společně s Mosadem získat technické výkresy na výrobu francouzských letounů Mirage prostřednictvím švýcarského inženýra A. Frauenknechta.
- V roce 1968 v rámci Operace Plumbat vyzvedla obchodní loď Scheersberg plující pod německou vlajkou v přístavu v Antverpách uran pro jistou německou firmu. Do Janova, svého cíle, ale Scheersberg nikdy nedoplul. Teprve po čase byla tato obchodní loď nalezena v jednom tureckém přístavu s prázdným nákladovým prostorem. Uran byl kdesi na moři přeložen na izraelskou loď.

## Neúspěchy
K největším neúspěchům patřila tzv. Pollardova aféra. V rámci níž byl v roce 1985 v USA zatčen agent Lakamu Jonathan J. Pollard, zpravodajský analytik amerického námořnictva, který během 11 měsíců předal Izraeli asi 1000 dokumentů označených jako Tajné či Přísně tajné. Mnohé z těchto dokumentů se ani přímo netýkaly izraelské bezpečnosti a díky některým z nich dokonce mohlo dojít k prozrazení totožnosti agentů nasazených v SSSR či Jihoafrické republice.
Pollard byl v USA odsouzen za špionáž pro cizí mocnost na doživotí (jeho manželka byla odsouzena na 5 let odnětí svobody). V oficiálním izraelském prohlášení se pravilo, že špionáž proti spojenci, USA, byla neautorizovaná a pirátská akce.
Lakam byl oficiálně rozpuštěn a jeho činnost ukončena.

## Ředitelé Lakamu
- Binjamin Blumberg (1957–1981)
- Rafi Ejtan (1981–1986)